# قره خليل باشا
قره خليل باشا سياسي عثماني شغل منصب والي مصر منذ 1773 حتى 1774.